# Proseč-Obořiště
Proseč-Obořiště (německy Prosetsch-Woborschischt) je místní část obce Nová Cerekev.

## Památky a zajímavosti

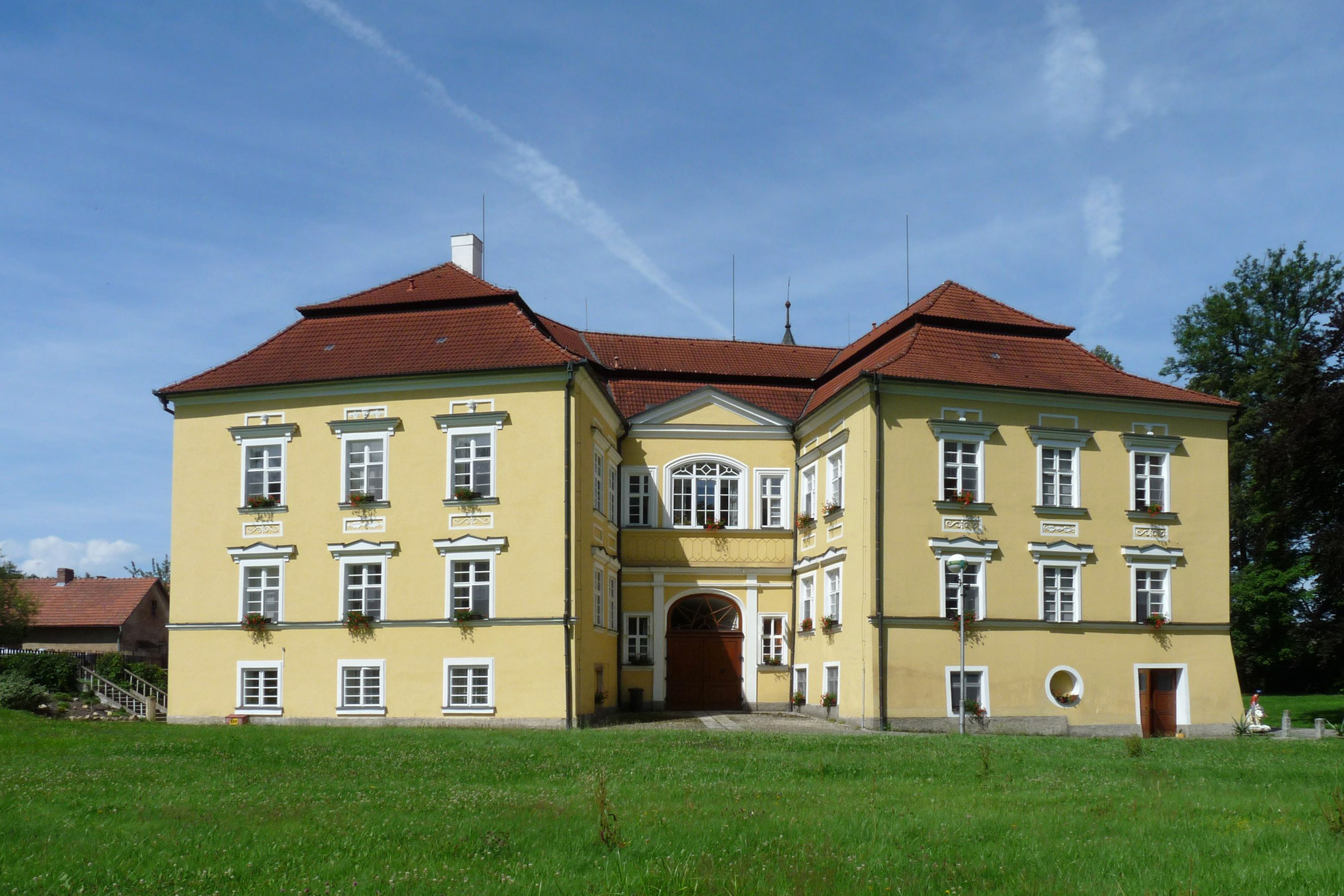
Bývalý zámek

- Místní barokní zámek, původně tvrz zmiňovaná poprvé ve 14. století, je dnes využíván jako domov důchodců.
- U zámku stojí kaple svatého Rocha a v přilehlém parku se nachází staletý dub nazývaný Havlíčkův podle toho, že zde posedával a psal básně Karel Havlíček Borovský.[3] Z Proseče-Obořiště pocházela jeho manželka rozená Sýkorová.
- Ve vsi stojí tři kapličky a křížek.